# Школа-студия МХАТ
Школа-студия МХАТ — высшее учебное заведение при МХАТ имени А. П. Чехова. Является государственным образовательным учреждением. Полное название — «Школа-студия (вуз) имени Вл. И. Немировича-Данченко при МХАТ имени А. П. Чехова». Прежнее название (1943—1989 гг.): «Школа-студия (вуз) имени В. И. Немировича-Данченко при МХАТ СССР имени М. Горького». Существует с 1943 года.
На декабрь 2002 года число студентов Школы-студии составляло 281 человек, профессорско-преподавательский коллектив насчитывал 86 человек. Открыто три факультета — актёрский (обучение — 4 года, конкурс — 30 человек на место), постановочный (обучение — 5 лет, конкурс — 3 человека на место) и продюсерский (обучение — 5 лет, конкурс — 4 человека на место). Форма обучения — дневная. В 2009 году в Школе-студии обучалось 252 студента: 85 студентов на актёрском факультете, 71 — на постановочном и 96 — на продюсерском.

## История
Инициатором создания школы-студии был один из основателей МХАТ им. М. Горького Владимир Иванович Немирович-Данченко. Замысел был высказан на совещании руководителей МХАТ им. М. Горького 21 марта 1943 года и стал, фактически, его завещанием — через месяц (25 апреля) великий режиссёр и педагог умер от сердечного приступа. На следующий день (26 апреля 1943 года) вышло специальное постановление Совнаркома об увековечении его памяти, в котором, среди прочего, был пункт о создании школы-студии им. Немировича-Данченко при МХАТ СССР им. М. Горького. Школа-студия была официально открыта 20 октября 1943 года. Первым ректором стал Василий Григорьевич Сахновский. Первый выпуск (27 человек) окончил школу в 1947 году.

«Я пригласил всех, чтобы поговорить о школе. Мне кажется, можно немедленно приступить к её созданию. У меня выросло конкретное понятие: „Школа-студия-театр“ или „Студия-школа-театр“… В художественном отношении Школа-студия должна быть автономна. Да, она должна знать, что такое искусство Художественного театра, но это не значит, что должна всецело ему подчиняться. В начале, может быть, и будет увлечение, а постепенно с ростом студийцев пусть вырабатывается своё понимание искусства.»
В. И. Немирович-Данченко. Из стенограммы совещания руководства МХАТ от 21 марта 1943 г.

Первоначально в Школе-студии планировался только один факультет — «актёрский» (специальность — актёр драматического театра и кино), а «постановочный» набор (специальность — художник-технолог сцены) должен был быть разовым — для удовлетворения нужд самого МХАТа. Но жизнь показала иное, и на сегодняшний день выпускники факультета заведуют художественной частью в большинстве московских театров. В 1987 году на факультете открылось отделение театральных художников под руководством В. Я. Левенталя. В 1989 году было открыто отделение художников-технологов по сценическому костюму под руководством народного художника России Элеоноры Маклаковой, с 2005 выпускающая кафедра сценического костюма готовит художников и технологов сценического костюма. Отделение художников по свету (специальность — художник-технолог по свету) было открыто в 1988 году, сейчас эта квалификация существует в рамках общей программы подготовки специалистов «Художник-технолог сцены». Также, с 1991 года существует отделение театрального менеджмента, преобразованное в 2005 году в продюсерский факультет.
С 1990-х годов в Школе-студии работают международные программы студенческого обмена с Чехией, Венгрией, Ливаном и США. В число американских партнеров Школы-студии входит Гарвардский университет, Университет Уэйна и Театральный Центр Юджина О'Нила.

## Педагогический состав

### Ректоры
Ректоры Школы-студии МХАТ (в хронологическом порядке):

| - Василий Григорьевич Сахновский (1943—1945) - Вениамин Захарович Радомысленский (1945—1980) - Николай Павлович Алексеев (1980—1983) | - Вадим Михайлович Крупицкий (1984—1986) - Олег Павлович Табаков (1986—2000) - Анатолий Миронович Смелянский (2000—2013) - Игорь Яковлевич Золотовицкий (с 2013 года) |